# Nextstrain
Nextstrain és una col·laboració entre investigadors de Seattle, EUA i Basilea, Suïssa, que proporciona una col·lecció d’eines de codi obert per visualitzar la genètica que hi ha darrere de la propagació de brots epidèmics.
El seu objectiu és donar suport a les mesures de salut pública i la vigilància facilitant la comprensió de la propagació i l'evolució dels patògens. El codi desenvolupat per Nextstrain es posa a disposició del públic a través de, per exemple, github.com i les seves dades estan disponibles i es poden visualitzar de forma accessible a través de les pàgines del lloc web.
Segons el seu lloc web, l'equip de Nextstrain manté una anàlisi genòmica actualitzada de cadascun dels patògens següents:
- SARS-CoV-2
- Grip estacional
- Virus del Nil occidental
- Parotiditis
- Zika
- Ebola de l'Àfrica Occidental 2013-16
- Dengue
- Grip aviària
- Xarampió
- Enterovirus D68
- Tuberculosi

El maig de 2020, Nextstrain i Trevor Bedford (professor associat, Fred Hutchinson Cancer Research Center) van rebre un premi Webby Special Achievement Award per a l'eina web.
Nextstrain i els seus resultats han estat àmpliament citats durant la pandèmia COVID-19.